# Вторая Брачская десантная операция
Вторая Брачская десантная операция (сербохорв. Bitka za Brač 1944 / Друга Брачка десантна операциjа) — военно-морская операция Народно-освободительной армии Югославии в годы Второй мировой войны, проведённая в сентябре 1944 года против немецких войск на хорватском острове Брач. Завершилась уверенной победой партизан и освобождением острова.

## Предыстория
До входа советских войск в Югославию на территории Далмации шли активные бои между партизанами и немецкими войсками. В сентябре 1944 года 26-я Далматинская дивизия организовала три десантные операции на острова Брач, Хвар и Шолту: именно за Брач развернулись особенно ожесточённые бои.
Город Сумартин, расположенный на востоке Брача, был особенно сильно укреплён немецкими войсками: гарнизон острова был намерен защищаться до конца. В районе Сумартина базировался 2-й батальон 738-го полка 118-й егерской дивизии (без 6-й роты), усиленный 6-й батареей 628-го морского артиллерийского дивизиона и артиллерией из района Макарски. Батальон мог обороняться как при нападении с суши, так и при отражении атаки с моря.
Осуществить высадку на остров Брач югославы пытались ещё в июне 1944 года с британскими коммандос, но потерпели неудачу.

## Сражение

### Ход битвы
На остров Брач высадились восемь частей 26-й Далматинской дивизии при поддержке 43-го британского отряда коммандос, огромного количества артиллерийских орудий, лёгких судов и прирытии с воздуха. Коммандос, однако, почти что не вступали в бой. Артиллерия союзников оказывала непосредственную поддержку югославским силам.
После ожесточённых боёв гарнизон Супетара (особенно 3-й батальон 738-го полка) 12 сентября отступил в сторону Сплита, а гарнизон Сумартина держался ещё четыре дня. В ночь с 16 на 17 сентября немецкие войска оставили Сумартин и попытались прорваться из окружения, однако потерпели неудачу. Остатки гарнизона были взяты в кольцо и уничтожены.

### Потери
В битве за Брач были уничтожены полностью 2-й батальон 738-го пехотного полка, рота и артиллерийские части 118-й егерской дивизии. Общие потери немцев составили 113 убитыми и 583 попавшими в плен. Потери югославов в численном соотношении не были велики, однако в бою погибли несколько особенно важных военачальников, среди которых был лётчик Франьо Клуз, командир 1-й истребительной югославской эскадрильи.

## Результат
Стратегически важный для немцев остров Брач достался в руки югославским войскам и облегчил боевые действия партизанскому флоту: Брачский канал оказался полностью в руках югославов. 18 сентября 1944 командование 2-й танковой армии вынуждено было отчитаться перед командованием юго-восточной группировки немецких войск, поскольку немцы оставили остров Брач без разрешения свыше